# РДГ-1
Ручная дымовая граната образца 1941 года (РДГ-1) — дымовая граната, созданная осенью 1941 года в Ленинграде. Благодаря простому составу наполнителя и технологичности была очень быстро поставлена в серию и широко применялась в годы Великой Отечественной. Примерно с 1950 года в войска стали поступать новые дымовые гранаты РДГ-2, однако по некоторым сведениям выпущенные РДГ-1 до сих пор состоят на вооружении Российской Федерации

## Разработка и постановка в производство
Ленинградский фронт первым в условиях Великой Отечественной войны начал применение дымовых завес не только в тактическом, но и в оперативных масштабах. С подходом немецко-фашистских войск к городу стало понятно, что имеющиеся запасы дымовых средств будут быстро исчерпаны. Вдобавок в поставке новых дымбоеприпасов фронту было отказано. В этих условиях начальник отдела химической защиты Власов А.Г. подал рапорт в Военный Совет Ленинградского Фронта, в котором предлагал выдать Ленинградскому Химико-Технологическому институту заказ на производство дымовых шашек и дымовых гранат, отмечая, что ЛХТИ имеет разработанный и успешно испытанный образец последней.
Главным разработчиком гранаты выступил Константин Хесс, руководитель лаборатории №43 ЛХТИ. К январю 1942 года в войска поступила опытная партия в 600 гранат. Войска приняли гранату благосклонно, однако из-за недостатка бертолетовой соли производство застопорилось и только в апреле 1942 года ЛХТИ получил крупный заказ на партию из 10 тысяч гранат. Всего за годы войны было выпущено более 6.8 млн дымовых гранат.

## Конструкция
Граната состоит из картонного или деревянного корпуса, заполненного смесью для образования дыма, а также запала. Торцы закрыты картонными или деревянными диафрагмами. С обеих торцов имелись отверстия, через которые выходил дым. Запал, являвшийся алюминиевой трубкой, заполненной термитной смесью и имевшей тёрочнной головкой, вставлялся через большую диафрагму внутрь цилиндрического канала внутрь шашки. Зажигался запал хранившейся на гранате тёркой, для большей влагоустойчивости при хранении покрывался лаком. В некоторых вариантах вместо спресованной шашки дымсмесь засыпалась в корпус, в этом случае роль запала играла обыкновенная охотничья спичка.

## Варианты
Выпускались гранаты чёрного и белого дымов. Отличить их можно было по маркировке на ящиках с гранатами - на самом корпусе РДГ-1 никаких пометок не существовало.

## Применение
РДГ-1 широко применялась для маскировки и сокрытия переправ и наступлений, особенно - на Ленинградском фронте. При этом объёмы постановки дымов гранатами приближались по массовости к дымовым шашкам - за 7 часов 28 сентября 1942 года 86-я сд израсходовала 250 РДГ и 300 дымовых шашек.